# Fluviphylax zonatus
Fluviphylax zonatus är en fiskart som beskrevs av Costa, 1996. Fluviphylax zonatus ingår i släktet Fluviphylax och familjen Poeciliidae. Inga underarter finns listade i Catalogue of Life.